# Лимасов, Михаил Иванович
Михаи́л Ива́нович Лима́сов (28 сентября 1909 — 29 июня 2013) — советский и российский рабочий, старейший токарь на Земле, проработавший на Ульяновском патронном заводе более 80 лет, занесён в Книгу рекордов Гиннесса.

## Биография
Родился Лимасов в Симбирске (ныне Ульяновск).
В 1928 году окончил Ульяновскую профессиональную школу мастеров-техников имени Карла Либкнехта, бывшее ремесленное училище имени графа Орлова-Давыдова (ныне Ульяновский автомеханический техникум), получил специальность «мастер-техник по холодной и горячей обработке металла». В октябре 1930 года устроился на Ульяновский патронный завод.                                                                                                                                                                                              
Лимасов считался одним из лучших токарей предприятия, о его работе хорошо отзывался конструктор Лев Кошкин. За изготовление сложнейших деталей для технологических линий, которые не имели аналогов в мире, он объявил молодому токарю благодарность и даже предложил перевестись в Москву, но Михаил Иванович отказался.                                                                                                                                                                                              
В годы Великой Отечественной войны проявил трудовую доблесть, изготавливая боеприпасы для фронта. В это время Ульяновский патронный завод стал одним из ведущих предприятий оборонной промышленности СССР.
После войны Михаил Иванович продолжал работать. За все годы работы он проявил себя как высококлассный специалист, бравшийся за самую трудную работу. Ему было присвоено звание «Лучший токарь завода».
В преклонном возрасте Лимасов токарем уже не работал, но завод не покинул, заняв должность помощника директора Народного музея революционной, боевой и трудовой славы открытого акционерного общества «Ульяновский патронный завод». Активно участвовал в общественной жизни.
Скончался 29 июня 2013 года в Ульяновске. Прощание состоялось 1 июля во Дворце культуры им. 1 мая. Михаил Иванович похоронен на Заволжском (Архангельском) кладбище.

## Награды
- Медаль «В ознаменование 100-летия со дня рождения Владимира Ильича Ленина»
- Медаль «За доблестный труд в Великой Отечественной войне 1941—1945 гг.»
- Медаль «Ветеран труда»
- Медаль «Двадцать лет победы в Великой Отечественной войне 1941—1945 гг.»
- Медаль «Тридцать лет победы в Великой Отечественной войне 1941—1945 гг.»
- Медаль «Сорок лет Победы в Великой Отечественной войне 1941-1945 гг.»
- Медаль «50 лет Победы в Великой Отечественной войне 1941—1945 гг.»
- Медаль «60 лет Победы в Великой Отечественной войне 1941—1945»
- Медаль «65 лет Победы в Великой Отечественной войне 1941—1945»
- Почётный гражданин Ульяновской области (2001)[8][9]
- В 2008 году вручён Почётный знак Ульяновской области «За веру и добродетель»[10].
- В 2009 году – Почётный Знак «Заслуженный машиностроитель Российской Федерации» Министерства промышленности и торговли Российской Федерации[10].
- В 2010 году Губернатором Ульяновской области Сергеем Морозовым был учреждён уникальный конкурс на соискание ежегодной областной премии «старейшего токаря планеты» Михаила Лимасова[10].
- ряд ведомственных медалей, нагрудных знаков и почётных грамот[11][12][13]

## Память
- В 2010 году, ещё при жизни Михаила Ивановича, губернатором Ульяновской области была учреждена областная премия имени М. И. Лимасова, вручаемая особо преуспевшим в рабочей профессии[14].
- 3 октября 2014 года в Заволжском районе по адресу ул. Пионерская, открыли аллею (сквер) Трудовой Славы имени Михаила Лимасова[15][16].
- На аллее Трудовой Славы имени Михаила Лимасова была открыта мемориальная доска.
- На аллее Трудовой Славы имени Михаила Лимасова установлен станок, на котором он проработал более 70 лет.
- 28 сентября 2019 года законом Ульяновской области учреждён День наставника, приуроченная к 110-й годовщине со дня рождения Михаила Ивановича Лимасова[7].

## Галерея

Станок Михаила Лимасова, на котором он проработал более 70 лет. (В сквере имени Михаила Лимасова).